# Nemiroff Wodka
Nemiroff ist eine ukrainische Wodkamarke, einer der weltweit größten Alkoholproduzenten. Die Produkte werden in mehr als 80 Ländern verkauft. Das Unternehmen ist einer der Top 3 der Weltmarktführer bei der Lieferung von Wodka an Duty-Free-Shops (Duty Free).
Die Marke ist Exporteur Nr. 1 aller Wodka-Getränke aus der Ukraine und gehört zu den Top-100-Steuerzahlern in der Ukraine. Die Aktionäre von Nemiroff sind Yakov Finkelstein, Bella Finkelstein und Anatolij Kipish. Seit November 2018 ist sie offizieller Sponsor der UFC. Die Produktion und Abfüllung von Nemiroff-Getränken erfolgt in den Produktionsstätten der Werke in Nemyriw (Oblast Winnyzja, Ukraine).

## Geschichte
Das Unternehmen hat seinen Namen von „Nemyriv Wodka“, dessen erste Erwähnung auf das Jahr 1752 zurückgeht. 1872 eröffnete Graf Grigoryi Stroganov eine Brennerei in Nemyriv, und seine Tochter, Prinzessin Maria Shcherbatova, führte das Geschäft weiter. Sie engagierte den tschechischen Architekten Jiří Stibral, der viele Gebäude in der Stadt entwarf, darunter einen neuen Hochofen. Unter der Leitung von Maria Shcherbatova erreichte die Brennerei zu dieser Zeit Rekordproduktionsmengen – mehr als 5.000 Halbliterflaschen pro Tag. Die Brennerei in Nemyriv war die erste, die damit begann, Alkohol aus Getreide anstelle von rohen Kartoffeln herzustellen. Die Produkte wurden durch das gesamte Europa transportiert. 1920 wurde die Produktion von den Sowjets verstaatlicht.
1992 wurde die Wodka-Produktion in Nemyriv wieder aufgenommen und die Marke Nemiroff eingetragen. 1994 begann der Export von Produkten. 1997 wurden die deutschen KRONES Produktionslinien gegründet. Die Produktionskapazität erreichte 50.000 Flaschen pro Monat. 1998 veröffentlichte Nemiroff Wodka mit dem ungewöhnlichen Rezept „Nemiroff Honey with Pepper“, das in der Ukraine und auf der ganzen Welt große Popularität erlangte. Es wurde als symbolisches Souvenir aus der Ukraine verwendet.
Seit dem Jahr 2000 unterstützt die Marke weltweit professionelle Boxkämpfe. 2002 führte das Unternehmen den Laserschutz von Produkten ein, um Fälschungen zu bekämpfen. 2005 wurde das Unternehmen Mitglied der International Bartender Association (IBA) und präsentierte einen neuen Wodka „Ukrainian Birch Special“. Im Jahr 2006 wurde Nemiroff laut VODKA-TOP 20 Brands Worldwide und IWSR Drinks Record als Wodka-Marke Nr. 2 der Welt anerkannt.
Im Jahr 2018 führte das Unternehmen ein groß angelegtes Rebranding mit Fokus auf das Premium-Marktsegment durch. Die Flasche erhielt eine geglättete quadratische Form und auf dem Logo erschien ein stilisierter Flügel als Symbol des unbezähmbaren Geistes. Im Jahr 2020 wurde Coca-Cola offizieller Distributor von Nemiroff-Wodka in Polen. Im Juli 2021 hat der ukrainische Wodka Nemiroff seine Partnerschaft mit Coca-Cola HBC verlängert, das nun der exklusive Distributor der Marke in der Tschechischen Republik, und der Slowakei ist. Im Jahr 2021 trat Nemiroff in den britischen Markt ein, Oak & Still wurde offizieller Distributor. Der ukrainische Wodka Nemiroff hat sich mit Bloodstock, dem größten unabhängigen Heavy-Metal-Festival im Freien im Vereinigten Königreich, zusammengetan, um die landesweite Expansion der Marke zu feiern. Zudem wurde 2021 der ukrainische Wodka Nemiroff zum offiziellen Partner der Mondmission 2022 des Robotertechnologieunternehmens Spacebit ernannt. Die Missionen wurden in Zusammenarbeit mit der United Launch Alliance und Astrobotic Technology entwickelt. Im März 2022 kündigte Nemiroff die Lizenz für seine Wodka-Produktion in Russland und Weißrussland. Im April 2022 startete Nemiroff auf den Bahamas. September 2022 hat Nemiroff einen Vertriebsvertrag mit dem Spirituosenimporteur Disaronno International unterzeichnet, der die Wodka-Marke in Belgien, den Niederlanden und Luxemburg vertreten wird.

## Produkte

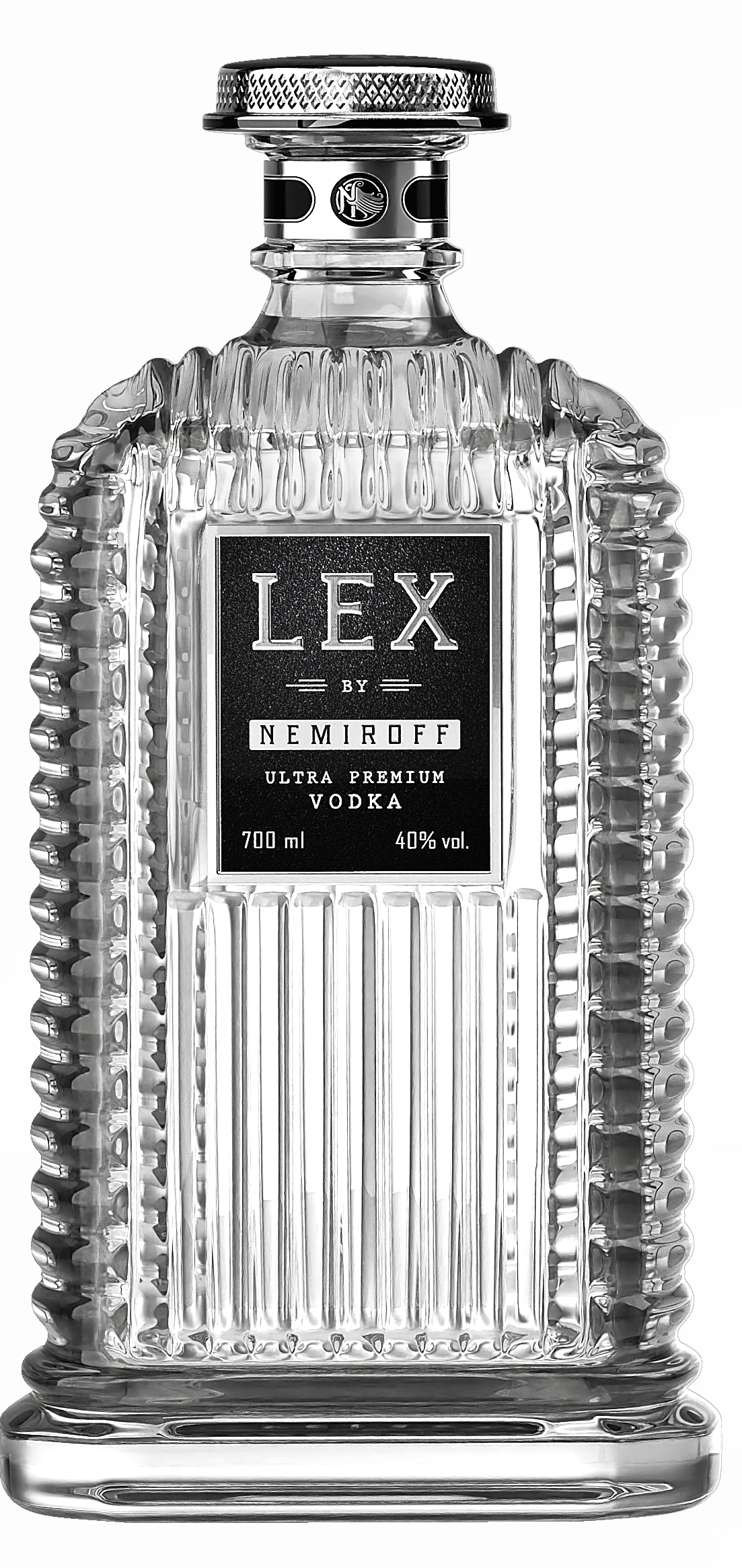
LEX by Nemiroff

Die Nemiroff-Produktlinie umfasst mehr als 60 Arten von klassischen und Geschmacksprodukten in verschiedenen Preiskategorien, darunter die beliebtesten „Ukrainischer Honig mit Pfeffer“, „Ukrainische Birke Spezial“, „Delikat Soft“, „Nemirovska Cranberry Leaf“, „Nemiroff Premium“ und „LEX by Nemiroff“. Im Jahr 2016 präsentierte das Unternehmen eine aktualisierte Premium-Linie: Premium De Luxe. Ende 2019 wurde eine neue Geschmackswodkalinie Nemiroff The Inked Collection („Bold Orange“, „Wild Cranberry“, „Burning Pear“) herausgebracht.
Im September 2023 brachte Nemiroff „LEX by Nemiroff“ auf den Markt, einen Ultra-Premium-Wodka, der aus Weizen aus der Region Podilia hergestellt und in 13 Stufen gefiltert wurde, darunter Silber, Platin und Bernstein.
Im September 2024 kündigte Nemiroff auf der TFWA-Weltausstellung in Cannes die Wiedereinführung seines Wodkas De Luxe RESERVE an. Dieser Premium-Wodka durchläuft ein 11-stufiges Filtrationsverfahren und kommt mit Eichenholz in Berührung.

## Globale Partnerschaften
2018 unterzeichnete Nemiroff eine strategische Partnerschaft mit der Ultimate Fighting Championship und wurde offizieller UFC-Wodka-Partner.
Im Jahr 2021 stellte Nemiroff die neue limitierte „MOON EDITION“ vor, die dem Weltraum gewidmet ist. Der Wodka in limitierter Auflage wird mit einer zusätzlichen 12. Filtrationsstufe hergestellt, die hinzugefügt wurde, um die 12 Pioniere zu feiern, die den Mond besucht haben.
Im November 2024 wurde Nemiroff der offizielle Wodka-Partner des Aston Villa Football Club aus der englischen Premier League. Gleichzeitig kündigte die Marke eine mehrjährige Partnerschaft mit dem West Ham United Football Club an und wurde dessen offizieller Wodka-Partner. Außerdem unterzeichnete Nemiroff eine mehrjährige Partnerschaft mit dem Everton Football Club. Am 28. November wurde der Fulham Football Club zum ersten offiziellen Wodka-Partner von Nemiroff, einer globalen Wodka-Marke.

## Gesellschaftliche Verantwortung
Die sozialen Projekte des Unternehmens zielen sowohl auf Ökologie als auch auf Sport und Kultur ab. Nemiroff finanziert Musik- und Filmfestivals, Ausstellungen, Sportveranstaltungen. 2005 wurde Nemiroff ein internationaler Sponsor von Eurovision. Im folgenden Jahr finanzierte er den Nemiroff Yalta Rally European Cup.
2009 startete das Unternehmen das Green Planet-Projekt zur Umsetzung von Maßnahmen zur elektronischen Dokumentenverwaltung und zur Ressourceneinsparung, wodurch mehr als 7 Tonnen Papier pro Jahr eingespart wurden. Im selben Jahr wurde die Marke Partner des ukrainischen Pavillons auf der 53. Biennale in Venedig. Insgesamt gab das Unternehmen zwischen 2010 und 2011 19 Millionen Pfund Sterling für die Finanzierung sozialer Projekte aus. Im Jahr 2021 stellte die ukrainische Wodka-Marke Nemiroff im Rahmen ihrer Nachhaltigkeitsbemühungen den Großteil ihrer Unternehmensdokumente auf elektronische Form um. Nemiroff hat fast alle Personal-, Buchhaltungs- und Berichtsdokumente auf elektronische Form umgestellt, einschließlich der Verträge mit Partnern, und eine Bewertung vorgenommen, welche Unternehmensdokumente in physischer Form erforderlich waren.
Nach Firmenangaben lag das Wachstum der Marke Nemiroff in den Jahren 2003 und 2004 über 40 %. Damit war Nemiroff die am schnellsten wachsende Spirituosenmarke weltweit und entwickelte sich zur viertgrößten Wodkamarke hinter Smirnoff, Stolichnaya und Absolut. Laut der Zeitschrift Impact war Nemiroff Ende 2006 sogar der zweitgrößte Wodkaproduzent weltweit nach Smirnoff.

## Auszeichnungen und Anerkennungen
Im Jahr 2010 belegte die Marke Nemiroff mit einer Schätzung von 404 Millionen US-Dollar den ersten Platz unter den TOP-100 ukrainischen Marken.
In den Jahren 2004–2020 hat die Marke Nemiroff mehr als 70 internationale Auszeichnungen erhalten, darunter Auszeichnungen des Chicago Beverage Tasting Institute, The Vodka Masters, San Francisco World Spirits Competition, The Superior Taste Awards, International Spirits Challenge, Mixology Taste Forum, World Drinks Award, The Global Spirits Masters International Competition, Wine Enthusiast, The London Spirits Competition, The Fifty Best, John Barleycorn.
Im Jahr 2020 wurde Nemiroff in die Rangliste der TOP-25 ukrainischen Marken aufgenommen. Im Jahr 2021 erhielt Nemiroff den Status „Vodka Brand Champion“ und erhielt von den führenden Branchenmedien The Spirits Business den Titel der Wodkamarke Nr. 1 der Welt. Im Jahr 2021 ist Nemiroff unter den TOP10 der am schnellsten wachsenden Spirituosenmarken der Welt gelistet. Im Jahr 2021 wurde Nemiroff The Inked Collection Burning Pear beim Spirits Masters-Wettbewerb als The World’s Best Vodka ausgezeichnet. Es erhielt die Medaille „Taste Master“. Im Jahr 2024 wurde Nemiroff beim Wettbewerb The Spirits Masters zum Vodka Brand Champion 2024 ernannt.